# Адияман (аеропорт)
Аеропорт Адияман (тур. Adıyaman Havalimanı)(IATA: ADF, ICAO: LTCP) — аеропорт, розташований в Адиямані, провінція Адияман, Туреччина.

## Авіалінії та напрямки, серпень 2023
| Авіакомпанія     | Пункт призначення      |
| ---------------- | ---------------------- |
| AnadoluJet       | Анкара                 |
| Pegasus Airlines | Стамбул–Сабіха Гьокчен |
| Turkish Airlines | Стамбул                |

## Статистика
Див. джерело запитів Вікіданих та джерела.